# Диоксин
Диоксини е обобщен термин на голяма група химични съединения – диоксини и фурани, които общо наброяват 210 представители – от тях 135 са представители на полихлорираните дибензофурани (съкратено означение PCDFs) и 75 са полихлорирани дибензо-диоксини (PCDDs).
Всички те се отличават с висока токсичност.
Тяхната молекулната структура се състои от два шестчленни въглеводородни пръстена (бензолни пръстени), които са свързани помежду си с един кислороден атом (дибезофуран) или с два атома кислород (дибензодиоксан).

## Обща характеристика
Полихлорираните дибензодиоксини ПХДД
(PCDDs), или просто диоксини, са група от халогенирани органични съединения. В научната литература, названието „диоксини“ се използва за простота и улеснение, защото всяка ПХДД
(PCDDs) молекула съдържа характерната за диоксин първична структура. Представители от
фамилията на ПХДД (PCDDs) имат свойството да се натрупват в организма на човека и в дивата
природа поради своята липофилност, като тази биоакумулация е с доказано тератогенно
и мутагенно и предполагаемо канцерогенно въздействие
върху човека. Диоксини в малки концентрации се получават при изгарянето на органичен материал в присъствието на хлор, независимо дали под формата на свободни хлорни йони или хлороорганични съединения, така че отделянето на диоксин е широко разпространено и съпровожда редица процеси. Според най-нови данни от Американската агенция за опазване на околната среда – ААООС (U. S. EPA), най-големите източници на
диоксини са: комунални съоръжения, използващи въглища/твърдо гориво; общински инсенератори за отпадъци; доменни пещи; дизелови МПС; използваните в земеделието за наторяване
канализационни наносни продукти/утайки; дървообработка чрез горене; сметообработка чрез
горене. Посочените източници са отговорни за
близо 80% от емисиите на диоксин.
Съществуват редица данни за замърсяване на околната среда с диоксини, вследствие на индустриални аварии и повишени емисии; най-ранните подобни инциденти са описани в средата на 18 век, по време на Индустриалната
революция.

## Токсичност
Диоксините попадат в организма основно
с алиментарното приемане на мазнини, тъй
като това е основното място на акумулирането им както в човешкия, така и в животинския
организъм. При човека, високо хлорираните диоксини се натрупват в мастната тъкан, като
този процес ограничава изключително както
метаболизирането, така и екскрецията им. Установеното време на полуелиминация на високо
хлорираните диоксини (4 – 8 хлорни атома) при
човека варира от 7.8 до 132 години.

## Въздействие върху здравето при хората
Експозицията на високи нива от диоксини
предизвиква тежка форма на упорито акне при
хората, познато като хлор-акне. Контролирано
проучване показва повишен риск от възникване
на саркома, асоцииран с нискостепенна експозиция на диоксини (4.2 fg/m³), като такава се
получава при работата на инсенераторни съоръжения например. Епидемиологичните проучвания показват взаимовръзка между високостепенната експозиция на диоксини и увеличения
риск от поява на тумор процеси в организма
изобщо. Други неблагоприятни ефекти при
хората могат да включват: смущения в развитието на зъбния емайл при деца, възникване
на патология в централната и периферната
нервна система, смущения в действието на
щитовидна жлеза, нарушения в имунната
система, ендометриоза, диабет. Диоксините
се акумулират в хранителните вериги подобно на други хлорирани съединения, като този
процес е известен като био-акумулация. По
този начин, дори незначителни нива диоксини
в замърсена вода могат да се концентрират
до опасни стойности в хранителна верига,
посредством дългия им биологичен полуразпад и
ниската им водна разтворимост.

## Диоксин – мощна отрова за имунната система
В своя доклад за преоценка действието на
диоксина, Американската агенция за опазване на
околната среда – ААООС (U. S. EPA), акцентира
неговото директно и индиректно увреждащо
действие върху имунната система. В резултат
на проучвания с плъхове, мишки, морски свинчета, зайци, добитък, мармозет, маймуни и
хора, ААООС обобщава, че дори ниски дози от
диоксин, пряко атакуват имунната система.
Диоксинът директно намалява броя на
B–клетките (имунни клетки, които след като
се образуват в костния мозък, навлизат в кръвообращението и лимфните структури и се противопоставят на чуждите клетки „нашественици“), като индиректно намалява и броят на
T–клетките (имунни клетки, които се развиват
в тимусна жлеза и циркулирайки в кръвообращение, изпълняват също защитна роля).
Един от важните и вероятни механизми за
индиректно повлияване на имунната система е
посредством ендокринната система. Известно
е въздействието на различни хормони, в това
число глюкокортикостероиди, полови хормони,
тироксин, хормон на растежа, пролактин върху
регулацията на имунния отговор. Важно е да
се отбележи, че ТХДД – диоксин, както и други
подобни съединения променят активността на
тези хормони, като по този начин повлияват
имунния отговор. В тази връзка, внезапната експозиция на ТХДД във време, в което се инициира
имунен отговор, дори такава, която временно
повишава общия му товар в организма, крие
риск от обратни въздействия, макар общият
товар ТХДД в крайна сметка да е под средния. С
други думи, еднократна доза диоксин, в неподходящия момент, може да наруши способността
на имунната система да защитава организма.
В допълнение, тъй като ТХДД променя нормалната диференциация на клетките на имунната
система и има вътреутробно вредно действие
върху развиващата се имунна тъкан, човешкият ембрион може да се окаже крайно уязвим по
отношение на имунната функция в дългосрочен
план. От всичко казано следва, че диоксинът
може да попречи на правилното развитие на
имунната система още през вътреутробното
развитие на детето, което предполага последствия за цял живот. Проучванията с животни подсказват, че подобни имунотоксични отговори могат да се отключат дори при незначителна експозиция на диоксин22. Диоксинът изглежда
е канцероген при риби, гризачи и бозайници,
включително при човека. Той може да променя
имунната система, така че тя става неспособна да се противопостави на заболяванията.
Диоксинът е мощен имуномодулатор, като в
зависимост от стадия на растеж и развитие,
действието може да се свързва както с имуносупресия, така и със свръхактивация на имунната система, водещо до автоимунни заболявания
и алергии.

### Извод
Диоксините са широко разпространени замърсители на околната среда, които
имат разнопосочно вредно влияние върху човешката имунна система. Имунотоксичност е едно от най-важните неблогоприятни въздействия на диоксините върху здравето. Ограничаване на експозицията от диоксини е важна цел в
борбата за опазване на общественото здраве
и намаляване на заболяванията, като в същото
време е белег за устойчиво обществено развитие. Повече от 90% от въздействието на диоксините се обуславя от храненето, главно чрез
месото и млечни продукти, риба и различни мекотели/ракообразни. Световната Здравна
Организация, в сътрудничество с Организацията
за Храни и Земеделие (FAO), посредством съвместния FAO/WHO Хранителен Кодекс (Codex
Alimentarius) и Комисията към него, изработи
„Кодекс/Ръководство от практики, за превенция
и намаляване на диоксини и диоксиноподобни
ПХБ замърсители на храни и фуражи“, където
опазването на хранителните източници е от
първостепенно значение. Основен подход са
мерките, свързани с ограничаване на емисиите от диоксин. Особено важно е избягването
на вторичното замърсяване на хранителните
източници по протежение на цялата хранителна верига. Добрият контрол и прилагането на
утвърдените практики през всички етапи на
производствения процес – обработка, дистрибуция и продажба, са от основно значение за
наличието на безопасни храни.